# Ursula Büschking
Ursula Büschking, född 23 september 1941, är en tysk bågskytt. Hon deltog vid olympiska sommarspelen 1972.